# Soneto 19
| Soneto 19 |
| --- |
| Devouring Time blunt thou the Lion's paws, And make the earth devour her own sweet brood, Pluck the keen teeth from the fierce Tiger's jaws, And burn the long-liv'd Phoenix in her blood, Make glad and sorry seasons as thou fleet'st, And do whate'er thou wilt, swift-footed Time, To the wide world and all her fading sweets: But I forbid thee one most heinous crime, O carve not with thy hours my love's fair brow, Nor draw no lines there with thine antique pen, Him in thy course untainted do allow, For beauty's pattern to succeeding men. Yet do thy worst old Time, despite thy wrong, My love shall in my verse ever live young. |
| –William Shakespeare |

El Soneto 19 es uno de los 154 sonetos publicados por el dramaturgo y poeta inglés William Shakespeare en 1609. Algunos lo consideran el soneto final de la secuencia inicial de la procreación. 
El soneto aborda el paso del tiempo directamente, ya que le da al tiempo su gran poder para destruir todas las cosas de la naturaleza, pero el poema prohíbe que el tiempo erosione la hermosa apariencia del joven. El poema proyecta el tiempo en el papel de un poeta que sostiene una "pluma antigua". El tema es la redención, a través de la poesía, de la inevitable decadencia del tiempo. Aunque hay remordimiento en la implicación de que el joven mismo no sobrevivirá a los efectos del tiempo, porque la redención traída por la concesión de la juventud eterna no es real, sino ideal o poética.

## Traducción
Tiempo voraz, despunta, las garras del león

y haz que devore el mundo, sus más dulces retoños;

arranca los colmillos del más sangriento tigre

y quema entre su sangre, su larga vida al Fénix.

Alterna con tu vuelo, tristezas y alegrías

y haz todo lo que quieras, Tiempo de raudo pie

a este mundo y a todas sus fugaces dulzuras.

Pero yo te prohíbo el más odioso crimen:

No marques con tus horas la frente de mi amado,

ni en ella traces líneas, con tu antiguo cincel,

déjalo intacto y puro y sea en tu carrera

modelo de belleza para el hombre futuro.

O bien haz lo más vil, viejo Tiempo caduco,

que en mis versos, mi amor, será un joven eterno.